# 呉長慶
呉 長慶（ご ちょうけい、Wú Chángqìng、1834年 - 1884年）は、清末の軍人。字は筱軒。安徽省廬江県出身。読書を好み、兵を愛し、儒将と称された。

## 生涯
団練を率いて廬江や舒城の守備に当たっていたが、李鴻章が淮軍を設立するとこれに加入した。呉長慶の部隊は、初期には「慶字営」と称し、拡充後は「慶軍」と称した。1862年に李鴻章に従って上海に赴き、太平天国軍と戦い、遊撃に昇進した。翌年、故郷の廬江に戻って兵を募っていたところ太平天国の忠王李秀成に包囲されたが、これを撃退した。その後、上海に戻り、1864年には勇将として知られる栄王廖発寿が守備する嘉興の攻略に参加している。
1868年に李鴻章が捻軍の鎮圧に向かうとこれに従って、河南省・山東省・直隷省を転戦し、これを鎮圧した。1880年、浙江提督に昇進し、ベトナムをめぐってフランスとの関係が緊張すると山東省の軍務の監督に当たった。この頃、袁世凱を幕僚の一員に加えている。1882年に慶軍を率いて朝鮮に入り、壬午事変を鎮圧した。1884年に帰国して金州の防衛にあたり、そこで病死した。武壮の諡号を贈られた。
1882年の壬午軍乱の鎮圧に際して呉長慶は、「遼東三省と左堤右挈し、実に東方の一大塀障」と述べており、つまり清の東三省と朝鮮半島で守りを固めれば怖いものなし、と考えていた。清の伝統的な属国であったベトナムはフランスに横取されたが、残る伝統的属国の李氏朝鮮は、もう誰にも渡すわけにはいかず、李氏朝鮮に介入している日本やロシアに対抗するために、指導と管理を強化し、新疆や台湾のように、中国の正式な領土にするため「朝鮮省」を設立して郡県制とする断行案を検討し、列強諸国に対して「朝鮮は清の固有領土だ」とアピールした。